# Bruce Manning
Bruce Manning (New York, 15 luglio 1902 – Encino, 3 agosto 1965) è stato uno sceneggiatore e produttore cinematografico statunitense.
Entrò nell'industria cinematografica a seguito della pubblicazione di numerosi romanzi che scrisse con sua moglie Gwen Bristow. Il loro primo romanzo insieme fu, nel 1930, L'ospite invisibile (in Italia edito da Polillo), adattato al grande schermo nel 1934 con il titolo de Il nono ospite.
Nato a New York, morì a Encino, in California, all'età di 63 anni.

## Opere
- The Invisible Host (1930, scritto con Gwen Bristow, edito in Italia col titolo L'ospite invisibile)
- The Gutenberg Murders (1931, con Gwen Bristow)
- The Mardi Gras Murders (1932, con Gwen Bristow)
- Two and Two Make Twenty-Two (1932, con Gwen Bristow)

## Filmografia

### Sceneggiatore
- The Ninth Guest, regia di Roy William Neill (1934)
- Private Scandal, regia di Ralph Murphy (1934)
- La morte azzurra (The Best Man Wins), regia di Erle C. Kenton (1935)
- Eight Bells, regia di Roy William Neill (1935)

- Pazza per la musica (Mad About Music), regia di Norman Taurog (1938)

- Servizio di lusso (Service de Luxe), regia di Rowland V. Lee (1938)

- Il primo bacio (First Love), regia di Henry Koster (1939)